# Begonia fraseri
Espèce
Begonia fraseri est une espèce de plantes de la famille des Begoniaceae.
L'espèce fait partie de la section Platycentrum.
Elle a été décrite en 1995 par Ruth Kiew (1946-…).

## Répartition géographique
Cette espèce est originaire de Malaisie.